# Huelva
|  | Aquest article tracta sobre la ciutat de Huelva. Vegeu-ne altres significats a «Província de Huelva». |

Huelva (en castellà, Huelva) és una ciutat d'Andalusia, capital de la província homònima. Està situada a la desembocadura dels rius Odiel i Tinto, a la costa atlàntica.
La ciutat ha estat punt de trobada de diferents cultures i civilitzacions. En 2006, a la zona del Seminari, es van trobar restes datades entre el 3000 aC i el 2500 aC., molt anteriors a Tartessos. La troballa de dos dipòsits cilíndrics amb al voltant d'unes trenta peces de deïtats prehistòriques, la major coneguda fins al moment, situarien a la capital de Huelva "el poblament continuat més antic de la península Ibèrica". Malgrat tot, els historiadors coincideixen a assenyalar l'any 1000 aC com el de la fundació del nucli urbà per part dels fenicis amb el nom d'Onoba, en la part baixa de l'actual ciutat i situada a extramuros d'un enclavament tartesio que ocupava l'actual part alta.
Al segle xix, amb la compra de les mines de coure del nord de la província, s'accelerà el procés d'industrialització i creixement de la ciutat, que assumeix un important increment poblacional i industrial. Novament, des del segle xx la ciutat està també lligada econòmicament a la indústria química. Per tant, compta amb un ampli Pol Industrial de Desenvolupament (indústries químiques, refineria de petroli, metal·lúrgia del coure, cel·lulosa i centrals tèrmiques) que, segons unes opinions ha afavorit el desenvolupament econòmic de la ciutat i segons d'altres és un exemple del deteriorament mediambiental provocat per la concentració d'aquestes mateixes indústries. El sector terciari i al sector pesquer són també considerablement importants a la ciutat. Per la seva situació atlàntica -en el Golf de Cadis-, posseeix una important flota pesquera i una de les majors flotes congeladores del país.
En ser capital de província acull al seu torn els principals serveis públics de la zona tant provincials, autonòmics com estatals. Per la seva vinculació al descobriment d'Amèrica també posseeix un important sentiment americanista amb llaços periòdics amb entitats iberoamericanes.

## Topònim

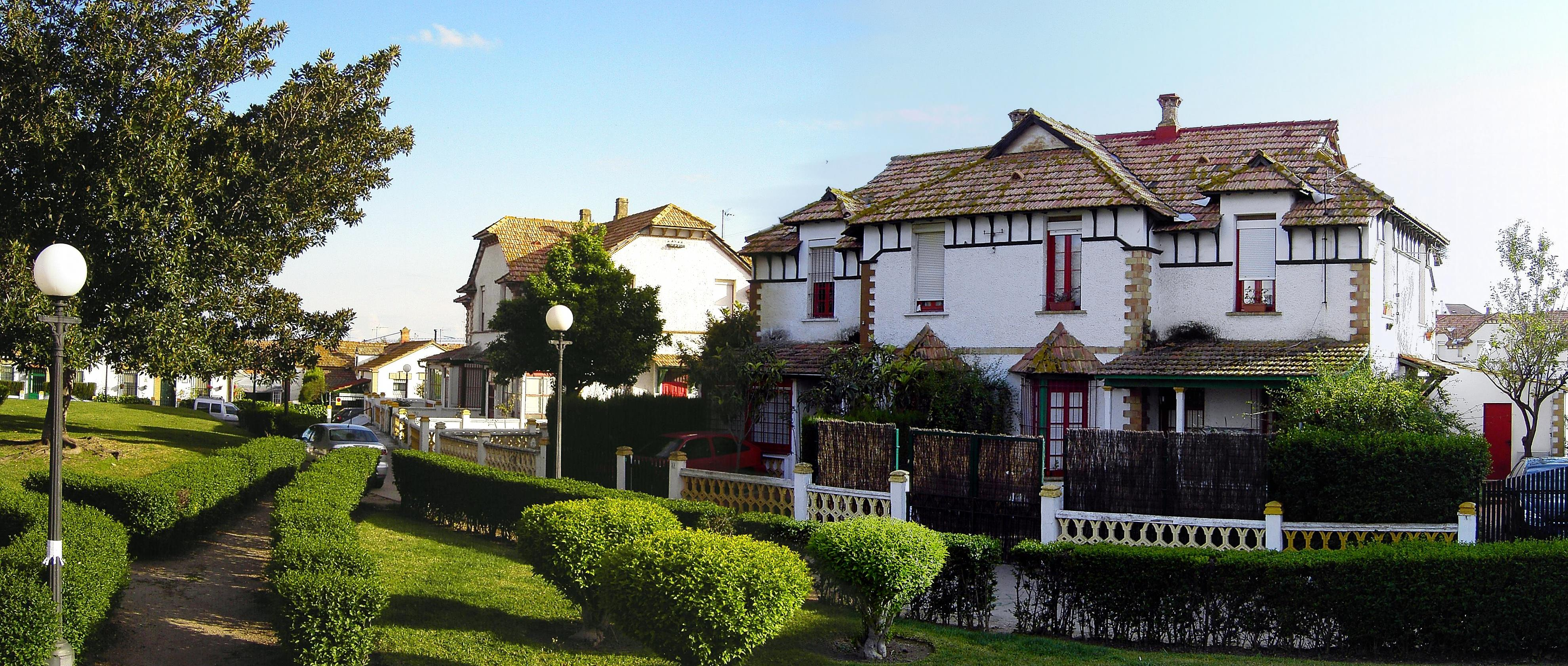
Barri anglès (Barri Reina Victoria).

El nucli urbà ha aparegut amb diferents noms al llarg de la seva història. Així és comú referir-se a la ciutat amb el nom fenici de Ὄνοβα (Onoba o Onuba) -resultant d'Onos Baal, "Fortalesa de Baal", déu del sol i el foc encara que possiblement també d'origen protoindoeuropeu, en interpretar-se el sufix uba com "aigua"- o Onuba Aestuaria una vegada romanitzat i que apareix ja en diverses fonts clàssiques d'autors com Pomponi Mela, Plini el Vell, Estrabó i Ptolemeu. Utilitzant aquestes fonts, al segle xviii, Rodrigo Caro va dictaminar que Onuba era l'actual localitat propera de Gibraleón encara que el 1775 Antonio Jacobo del Barco va impugnar aquesta equiparació demostrant que la ciutat de Huelva era l'antiga Onuba. A aquesta confusió se li havia sumat l'existència d'una altra "Onuba" a la zona de Còrdova, en l'actual municipi de El Carpio.
El topònim "Onuba" ha estat usat freqüentment per diverses empreses i institucions de la ciutat en el segle xx, i és la base del gentilici oficial de la gent de la ciutat i la província en castellà: onubense. Anteriorment a aquests topònims també se'n van utilitzar altres com el d'Olba' (segons l'arqueòleg alemany Adolf Schulten). Amb l'arribada dels àrabs a la zona la ciutat prendrà nou nom i encara que s'han estudiat diversos topònims com Gaelbah o Umba és Welba el més acceptat. La presència cristiana posterior va llatinitzar lentament el nom de Welba a l'actual: Huelva.

## Geografia

### Ubicació
Huelva es troba localitzada en la confluència dels rius Tinto i Odiel, en l'anomenada terra plana pertanyent a la Conca del Guadiana. La seva altitud és de 54 metres sobre el nivell del mar i està ubicada a escassos quilòmetres d'aquest, del qual el separen una ria i diverses illes.
| Nord-oest: San Bartolomé de la Torre | Nord: Gibraleón                   | Nord-est: San Juan del Puerto                 |
| Oest: Aljaraque i Odiel              | Rosa dels vents                   | Est: Moguer, Palos de la Frontera i Tinto     |
| Sud-oest El Rompido i Oceà Atlàntic  | Sud: Punta Umbría i Oceà Atlàntic | Sud-est: Palos de la Frontera i Oceà Atlàntic |

### Relleu

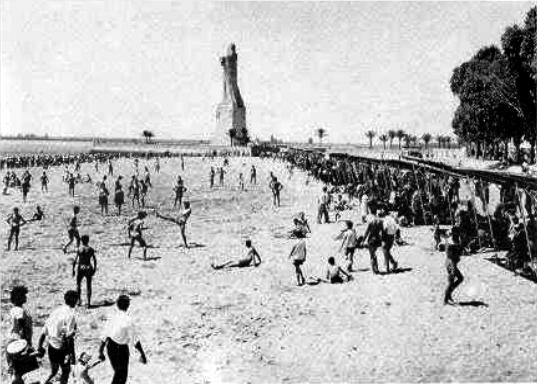
La Punta del Sebo dècades abans de la implantació del pol. Durant anys va ser lloc de reunió dels de Huelva que gaudien de "la platja de Huelva".

El terme municipal de Huelva se situa en la denominada com a zona de la terra plana o gran plana litoral pertanyent a la Depressió Bètica en zona on abunden formacions d'aiguamolls, caños, llacs, llacunes, al costat de zones d'arenes. Està format majoritàriament per materials molt fins, normalment argiles, i exposats tant a la dinàmica continental com a marítima amb materials encara no molt consolidats. És important la seva situació en la confluència i desembocadura dels rius Tinto i Odiel, els dos més importants i emblemàtics de tota la província. El riu Tinto, que neix a la serra oriental de l'Andévalo, és un riu mort (si exceptuem els organismes anomenats extremòfils a causa de la gran quantitat de minerals dissolts que porten les seves aigües, producte de la intensa activitat que va tenir lloc en la conca minera de Riotinto, situada al nord; malgrat tot, quan arriba als límits de la ciutat la dinàmica del riu canvia per la influència de l'aigua que entra procedent de l'Atlàntic. Protegida del mar per la "Barra de Huelva", pel sud la ciutat es troba delimitada per maresmes, la Ria de Huelva i les diferents illes (Saltés, d'Enmedio, Bacuta, del Burro...) que componen un important paratge natural.
Dins ja del nucli urbà destaquen com a formació geològica els "cabezos" localment denominats, monticles aïllats per terreny pla plens de vegetació mediterrània que en alguns casos s'han integrat al paisatge com el Cabezo del Conquero mentre altres com el del Molí de Vent, de la Forca o el de la Joia han desaparegut fruit de la mà humana mostrant algunes restes arqueològiques. L'altitud varia des dels zero als cinquanta-quatre metres sobre el nivell del mar.

### Clima
En estar situada a la franja costanera de Huelva, el clima de la ciutat és de tipus mediterrani (de transició entre el subtropical i el temperat) amb influència atlàntica. El seu règim de temperatures és de tipus marítim, amb una mitjana anual de 19,2 °C el que fa d'aquesta ciutat una de les més càlides d'Europa i rebent 2.984 hores de sol anuals. El mes més calorós és juliol, superant-se els 40 °C en diverses ocasions a l'estiu. El mes més fred és gener, quan les mínimes ronden els 7 °C i les màximes els 17 °C.
|                           | gen | feb  | mar  | abr | maig | jun  | jul  | ago  | sep  | oct  | nov  | des  | MITJA |
| ------------------------- | --- | ---- | ---- | --- | ---- | ---- | ---- | ---- | ---- | ---- | ---- | ---- | ----- |
| Temp. màxima mitjana (°C) | 17  | 17,9 | 20,9 | 22  | 26,2 | 30,0 | 34   | 33   | 29,5 | 25   | 20,9 | 18   | 24,3  |
| Temp. mínima mitjana (°C) | 6,9 | 7,9  | 8,5  | 11  | 15,2 | 17,9 | 20,5 | 22,2 | 20   | 15,9 | 13,8 | 10,2 | 14,1  |
| Precipitacions (mm)       | 62  | 43   | 72   | 40  | 28   | 8    | 2    | 4    | 20   | 52   | 62   | 63   | 462   |

## Política
L'actual batlle del municipi és Pedro Rodríguez González, pertanyent al Partit Popular, que ocupa aquest càrrec des de 1995, quan va guanyar les eleccions per majoria relativa. Posteriorment, ha revalidat la seva majoria guanyant per majoria absoluta les eleccions municipals de 1999, 2003 i 2007.
Actualment, els 27 regidors que formen la corporació local pertanyen a tres formacions polítiques diferents: 15 al PP, 10 al PSOE i 2 a IU-LV-CA.

## Població
Huelva té 146.173 habitants (INE 2007). La ciutat va tenir un important enlairament poblacional arran de l'explotació de les mines de la província el segle xix i la construcció del Pol de Desenvolupament ja en els anys 60 del segle xx. Si el 1787 la ciutat tenia 5.377 habitants i el 1857 amb 8.519, a partir de 1887 es produeix un important creixement arribant la població a 18.195 ànimes. A partir d'allà aquest augment d'habitants és significatiu, des dels 21.359 el primer any del segle xx als 56.427 quaranta anys després. El 1960 assoleix els 74.384 habitants censats i deu anys després, amb el Pol ja en funcionament, s'arriba als 96.689. A partir d'aquells anys es produeix una explosió demogràfica: 127.806 al 1981 i 144.479 al 1991.
En els últims deu anys s'ha produït un altre augment poblacional causat tant per la immigració estrangera com per la gent de la província que es trasllada a la capital. Així la ciutat supera en 2007 la barrera dels 145.000 habitants i amb seu área metropolitana frega els 221.000, englobant les principals localitats del voltant (Aljaraque, Moguer, San Juan del Puerto, Punta Umbría, Gibraleón i Palos de la Frontera). El cens de 2007 indica una població estrangera en el nucli urbà 5.654 persones, la majoria d'elles (15,14%) procedents de Marroc.
| 1996    | 1998    | 2000    | 2002    | 2004    | 2006    |
| ------- | ------- | ------- | ------- | ------- | ------- |
| 140.675 | 139.991 | 140.985 | 140.862 | 144.369 | 145.763 |

## Història

### Tartessos, fenicis i romans

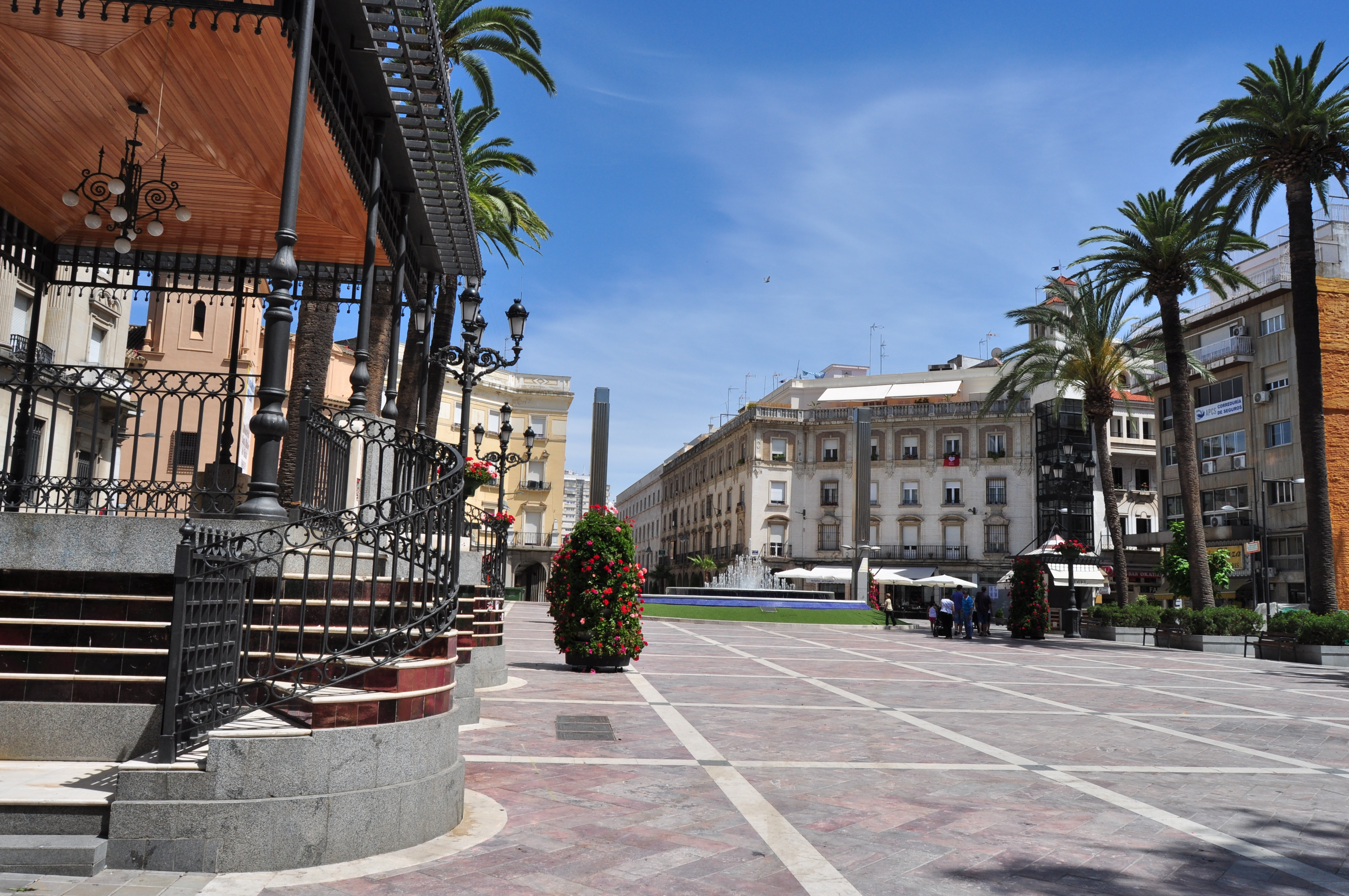
Plaça de les Monges, després de la reforma de 2006. Centre neuràlgic de la ciutat en principi era part de les cavallerisses del palau dels Duques de Medina-Sidonia.

Des del mític regne tartesio de Argantoni fins a l'Imperi Romà, la colonització vandàlica i visigot o l'assentament de cultures com l'àrab van donar esplendor al sud peninsular i van convertir la província de Huelva en un autèntic gresol en què es fundi el que avui és la realitat andalusa.

Ha estat freqüent relacionar la de Huelva Illa de Saltés amb la capital de Tartesios. Així ho va fer, en la seva Ora Marítima, el poeta romà Rufo Festo Avieno en el Segle IV quan podria referir-se a ella com l'"illa entre dos rius". Anteriorment, Estrabó (III,5,5) parlava dels viatges dels mariners fenicis a la zona des del Segle VIII aC El cert és que entre la llegenda i la referència bíblica -el Tarschish de "El Llibre dels Reis" -, Tartessos contacta amb el món grec a mitjan segle vii aC.
Tradicions i mites van moure a no pocs romàntics i investigadors, com Adolf Schulten, a buscar en aquestes terres, entre el Guadiana i el Guadalquivir, tresors de valor incalculable que s'atribuïen a aquest poble assentat a la rica terra de Tharsis o Tartesios. Queda clar en tot cas, i hi ha contrastat arqueológicamente, que en aquestes terres va florir una cultura avançada gràcies al contacte amb l'element indígena, dedicat al pasturatge i l'agricultura, amb altres orientals, fenicis, resultant-ne una rellevant cultura metal·lúrgica i comercial en les albors del bronze final. L'esplendoroso regne tartesio desapareix entre 530 i 508 aC quan els púnics aconsegueixen prohibir el comerç grec amb aquesta zona. Allò implica una possible crisi a la ciutat que enfonsa l'economia i demografia. Però encara en crisi, la ciutat continua permanentment habitada en ser la seva situació (mines, riu, mar) estratègica per a nous pobles.
| «               | ... a flumine Ana litore oceani oppidum Onoba, Aestuaria cognominatum, inter confluentes Luxiam et Vrium. | » |
| — Plini el Vell | |   |

La investigació científica d'aquest període va tenir el seu moment culminant el 2000, en trobar-se una necròpoli en l'antic Col·legi Francès que va permetre delimitar la ciutat de manera més precisa.

### L'Edat Mitjana: del regne taifa de Huelva a 1492
| «                        | Wadina Welba, poc considerable però ben poblada, cenyida per muralla de pedra, proveïda de basars en els quals es fan negocis i s'exerciten en diversos oficis | » |
| — Al-Idrisi Geògraf àrab | |   |

| «                     | (Welba és) una alqueria situada a l'occident d'Al-Andalus, en una cala del mar de les Tenebres | » |
| — Yakut. Geògraf Àrab |                                                                                                |   |

La investigació històrica sobre l'època visigòtica a Huelva és molt escassa i plena de llacunes pel que és molta més coneguda l'anomenada "Welba" de l'època musulmana.
A començaments del segle viii el sud de la península és ocupat molt ràpidament pels àrabs, sent el nucli urbà de Huelva conquerit en 713 per Abd-en-Aziz. A partir de l'ocupació podem considerar dos nuclis urbans o ciutats:
- Welba (o Gaelbah o Umba), que correspon amb l'actual ciutat i desenvolupada a partir de l'anterior estructura urbana romana. Els assentaments humans es van ubicar preferiblement en els pendents dels cabezos, trobant-se les primeres evidències de poblament en l'actual Cabezo de San Pedro, amb una Alcassaba que va ser la precursora del castell ja també desaparegut cristià
- Xaltis (l'actual Illa de Saltés), de la que se sap estava protegida per una fortalesa de 70 x 40 metres de perímetre.

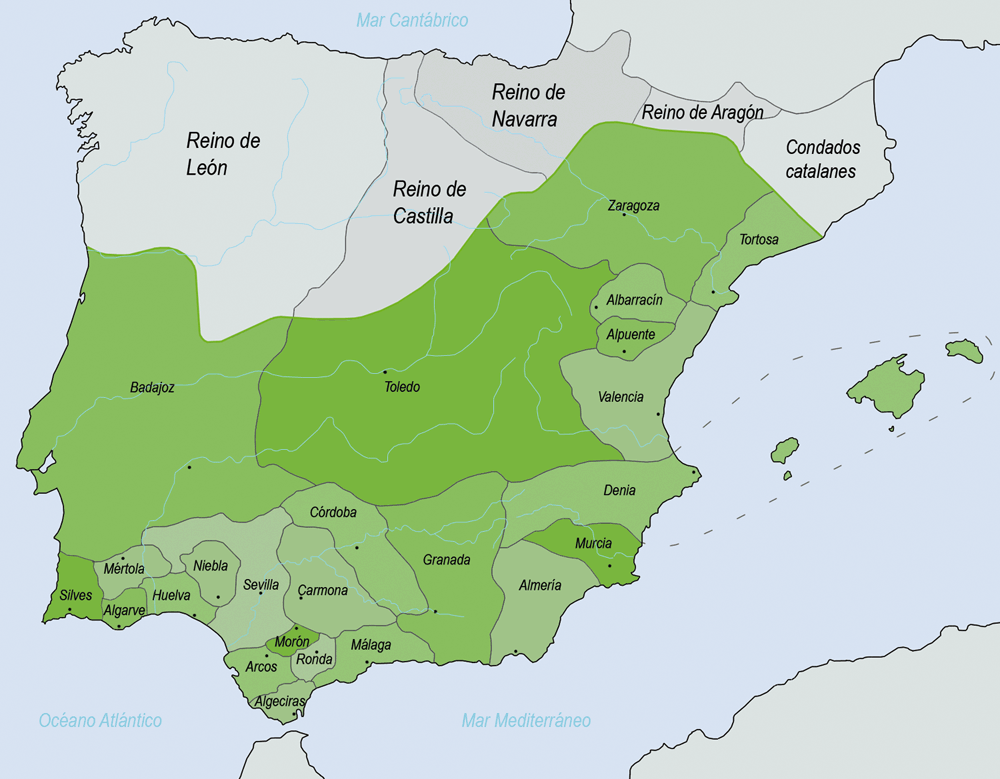
Situació política de Huelva a la península Ibèrica cap a 1031 on s'aprecien els regnes de Huelva i el de la propera ciutat de Niebla.

La ciutat és esmentada amb diversos noms pels geògrafs àrabs: Walba, Welba, Wanyu, Waniba; totes són una alteració del llatí Onuba. SDota domini àrab fou una dependència de la cora de Niebla. El 1012, Abd-al-Aziz al-Bakrí, erigeix el regne taifa de Huelva atorgant-se el títol de senyor d'Umba i Xaltis (Huelva i Saltés). El 1023 o 1024 se'n va separar Niebla sota Abu l-Abbas Ahmad al-Yahsubi. El regne va ser durant quaranta anys econòmicament segur i fort fins a la guerra amb el regne de Sevilla. En 1052 cau el regne taifa de Niebla a les mans d'al-Mutadid i Abd en-Aziz s'ha de retirar cap a l'illa de Saltés que va acabar deixant sota pressió de Sevilla i s'hauria establert a Còrdova (hi ha diverses versions dels fets a les històries de l'època).
Amb l'enfonsament dels almohades, Xuayb ibn Mahfuz en 1234 va establir l'emirat de Niebla amb un territori que incloïa Huelva, Saltes i part de l'Algarve. El 1235 fou assetjada per Ibn Hud però el setge fou aixecat per les tropes castellanes a canvi de reconèixer la sobirania de Ferran III de Castella. El 1262 Ibn Mahfuz fou assetjat a Niebla per Alfons X de Castella durant 9 mesos i va haver de capitular i la ciutat i regió fou annexionada a Castella. A partir d'allà serà governada per diversos nobles com Juan Mathe de Luna, Diego López de Haro o Juan Alonso de la Cerda fins i tot que l'any 1351 se li confirmen els seus drets com a ciutat de certa importància. María de la Cerda, senyora de Huelva i de l'Illa de Saltés, de la Casa de Medinaceli, va aportar en dot la vila de Huelva al matrimoni amb el I Duc de Medina-Sidonia, però en morir sense descendència, la seva casa li va reclamar al duc la devolució de la vila, el qual no es va dur a terme per part de los guzmanes. Per això, entorn de 1466, va sorgir un llarg plet sobre la vila entre ambdues cases que no finalitzaria fins a 1509 quan, a la mort del III duc, Ferran el Catòlic va autoritzar als governadors de la distinció a abonar-ne 10.000.000 de morabatís a la Casa de Medinaceli en compensació per Huelva, que romandria sota la distinció jurisdiccional de la Casa de Medina-Sidonia fins a l'abolició de les distincions el 1812.
Aquesta Huelva bajomedieval de l'estuari del Tinto i l'Odiel, relacionada amb les poblacions veïnes i amb Portugal, i una sèrie de bases científiques i tècniques desenvolupades en els últims anys del segle xiv, li faran ser testimoni i agent d'un fet transcendental per a la història de la humanitat: l'arribada espanyola a Amèrica.

### El Descobriment d'Amèrica

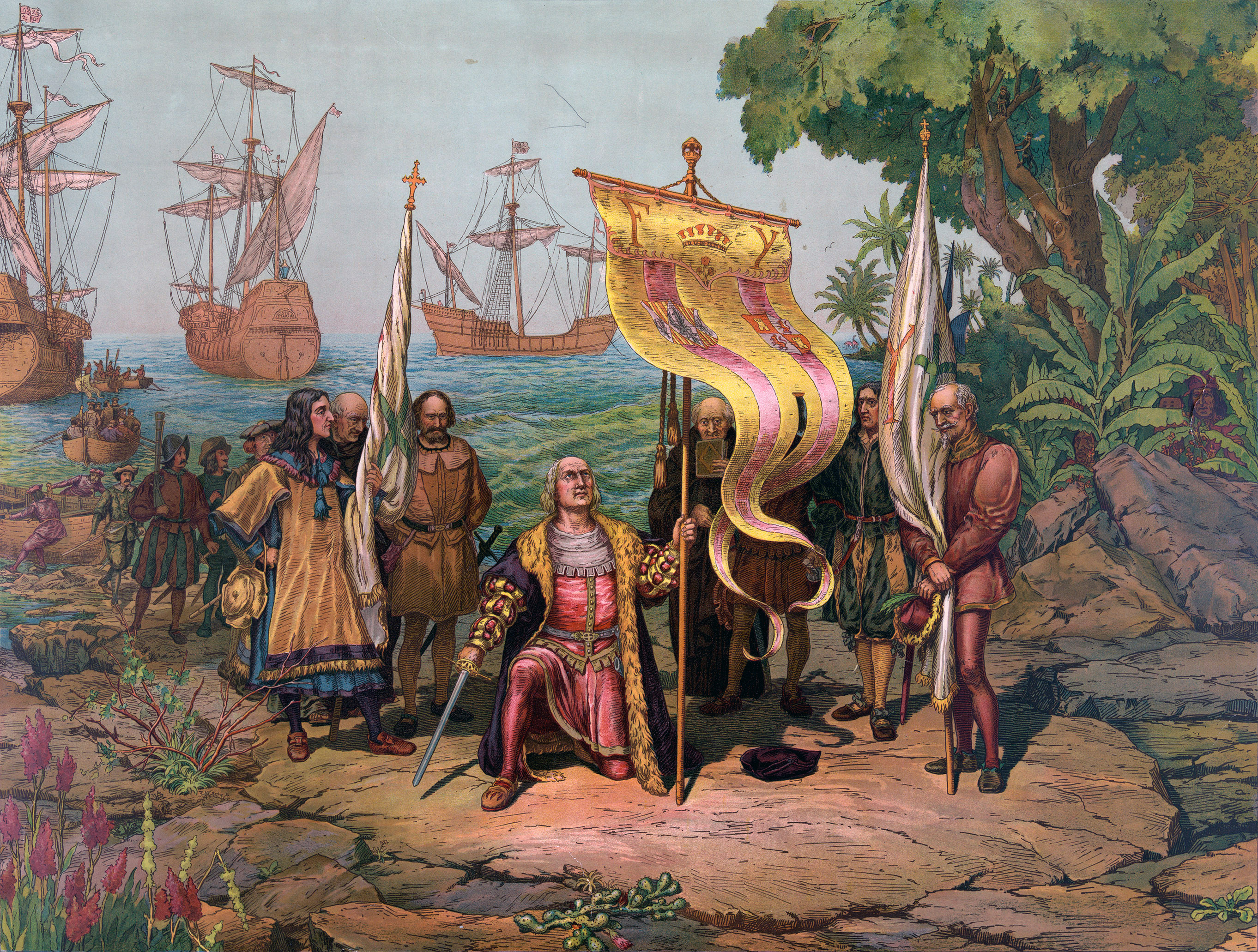
Arribada de Cristòfor Colom a Amèrica (12 d'octubre de 1492). Molts de Huelva van ser tripulants de l'expedició que dos mesos abans havia partit de Palos de la Frontera. (Llibreria del Congrés dels Estats Units d'Amèrica).

Des del Tractat d'Alcaçovas de 1479, les costes africanes estaven vedades als mariners castellans i, per tant, als de les costes de Huelva. Però la forta expansió demogràfica i econòmica de Castella, junt amb els nous avenços i tècniques de navegació, van permetre que aquestes terres i la seva gent es convertissin en els més interessats a realitzar les futures expedicions atlàntiques. L'arribada de Colom a La Rábida i el suport, junt amb la Corona, de diverses famílies de les localitats de Palos de la Frontera i Moguer van fer possible una gesta a què la llavors petita ciutat de Huelva va aportar bon nombre de marineros.

Si tot poble s'assegui orgullós de la seva "petita història", les esmentades localitats de Huelva ho estan d'una gesta que va protagonitzar gent de la terra. El Descobriment d'Amèrica i les relacions entre la província i les terres de l'altre costat de l'oceà són, i han estat sempre, una mica presents en la memòria col·lectiva d'aquest poble. Deia Pierre Chaunu que "Colom va arribar a Portugal cinquanta anys massa tard i a Anglaterra i a França mig segle massa aviat". A les costes de Huelva va arribar en el moment oportú. En aquestes terres colombines van quedar els reflexos d'aquesta apoteòsica aventura que va marcar la idiosincràsia i cultura de generacions de Huelva.
El 2 de març de 1967, es va declarar, per decret llei, conjunt històric-artístic als "Lugares colombinos" onubenses.

### La Huelva dels Àustries i la crisi

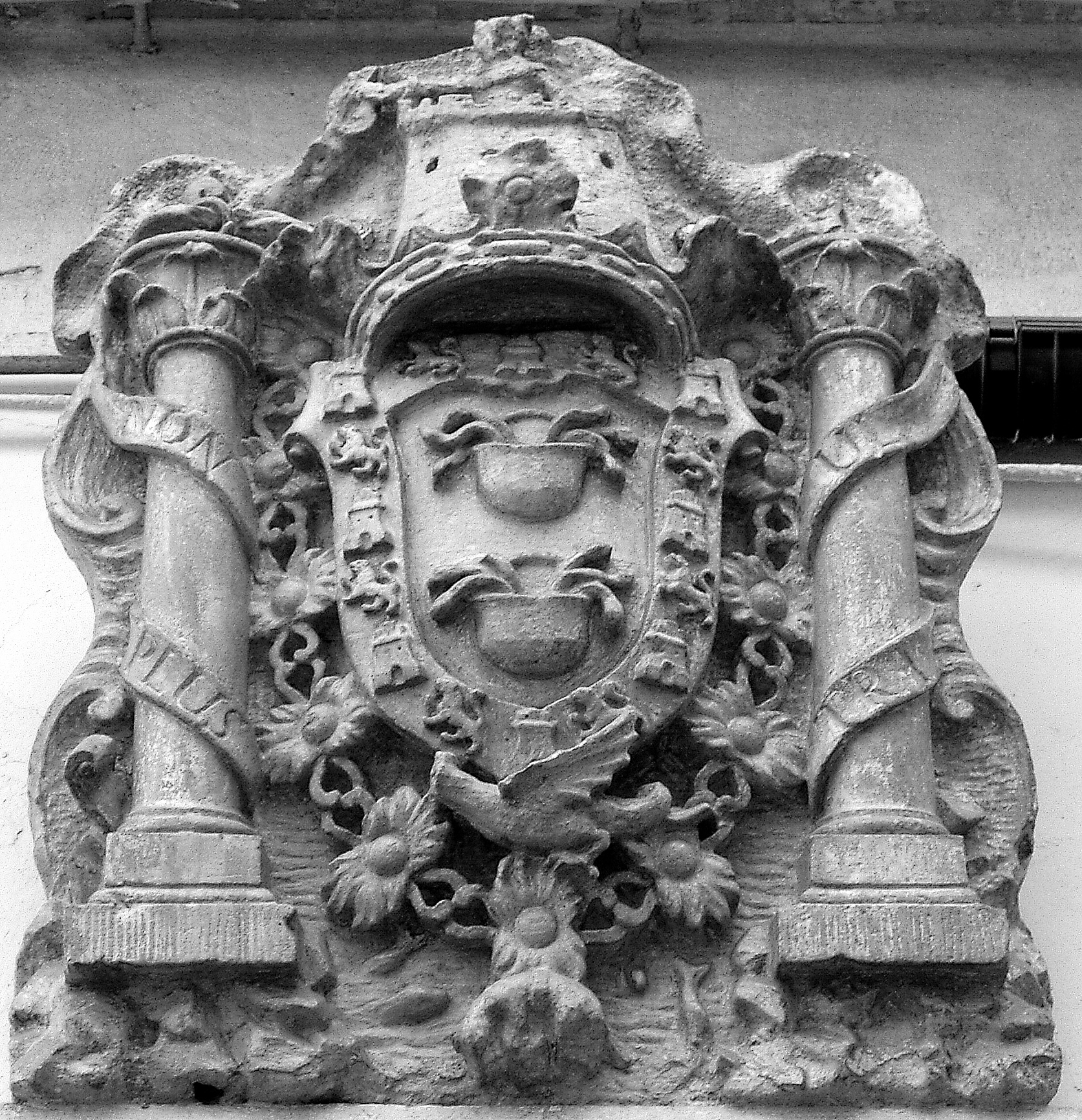
Escut nobiliari original del Duc de Medina Sidonia (edifici al Carrer Palau)

Marginada del tràfic a Amèrica en benefici de Cadis o Sevilla, la ciutat malgrat tot continua desenvolupant-se. El port creix i es construeixen instal·lacions importants, avui tristament desaparegudes, com l'Arc de l'Estrella, que servia de porta d'entrada a la ciutat des del port. Però a finals del segle xvi la ciutat deixa de créixer, sobretot, si se la compara amb la majoria de les ciutats del regne. Les raons d'aquest fet són algunes però destaquen sobretot l'important fluix|flux migratori cap a Amèrica, els atacs de pirates berberiscos o les recurrents epidèmies de pesta.

El segle xvii tampoc no porta res bo; la guerra amb Portugal, la caiguda del duc de Medina Sidonia o la nova pesta de 1650 que s'emporta gairebé la meitat dels habitants continuaran estancant la ciutat. No serà fins i tot l'últim quart del segle quan es faci evident una recuperació demogràfica i econòmica. Així, en 1658 el rei Felipe IV declara a la ciutat com "deslliuri i exempta de lleva i saca de gent per a la milícia".

### Seglexviii
| «                        | Va començar per un soroll gran soterrani, acompanyat d'un estremiment violent dels edificis, com altres tremolors, que hem patit, i això duraria com un minut. Havent flaquejat per breus instants, va repetir el soroll molt més espantós, seguint-li un moviment d'ondulació, o cap a un costat, i un altre de totes les parets, que va anar engrandint cada vegada més, i en la seva major força es va canviar en un altre moviment, que feia aixecar-se la terra cap a dalt, i amb ella saltaven les torres més fortes i edificis | » |
| — Jacobo del Barco, 1756 | |   |

L'1 de novembre de 1755 a les 10.00, es va produir un immens terratrèmol (8,5 de l'escala Richter) a la badia de Lisboa. La seva durada va ser de sis minuts que van sacsejar ciutats i ànimes de la majoria de la península Ibèrica. A la província es va sentir de manera especialment forta i a la capital va posar fi a la vida de vuit persones i va deixar afectades la majoria de les edificacions.
A la seva obra Sobre el terratrèmol de primer de novembre de 1755 el vicari de Huelva, Antonio Jacobo del Barco, va descriure els efectes d'un sisme que canviarà la major part de la fisonomia de la ciutat. La destrucció dels edificis, majoritàriament temples, i el lent creixement de la ciutat en aquells segles va fer que gran part del patrimoni de la capital previ al sisme desaparegués en resultar seriosament danyades les esglésies de San Pedro, la Concepció o el Convent de la Mercè i fins i tot monuments ja desapareguts com el Castell o l'Arc de l'Estrella.
| «                                             | En aquest lloc […] es comprèn quant deliciós i útil pot venir de gust per a la vida humana. […] hi ha campanyes fertilísimas de tots grans, […] abundantíssimes pastures que són les millors per als guanyats, les carns del qual pasturades allà són d'exquisit sabor. Tenia belles deveses, abundants abeuradors, campanya dilatada... | » |
| — Juan Agustín de Mora Negro y Garrocho, 1762 | |   |

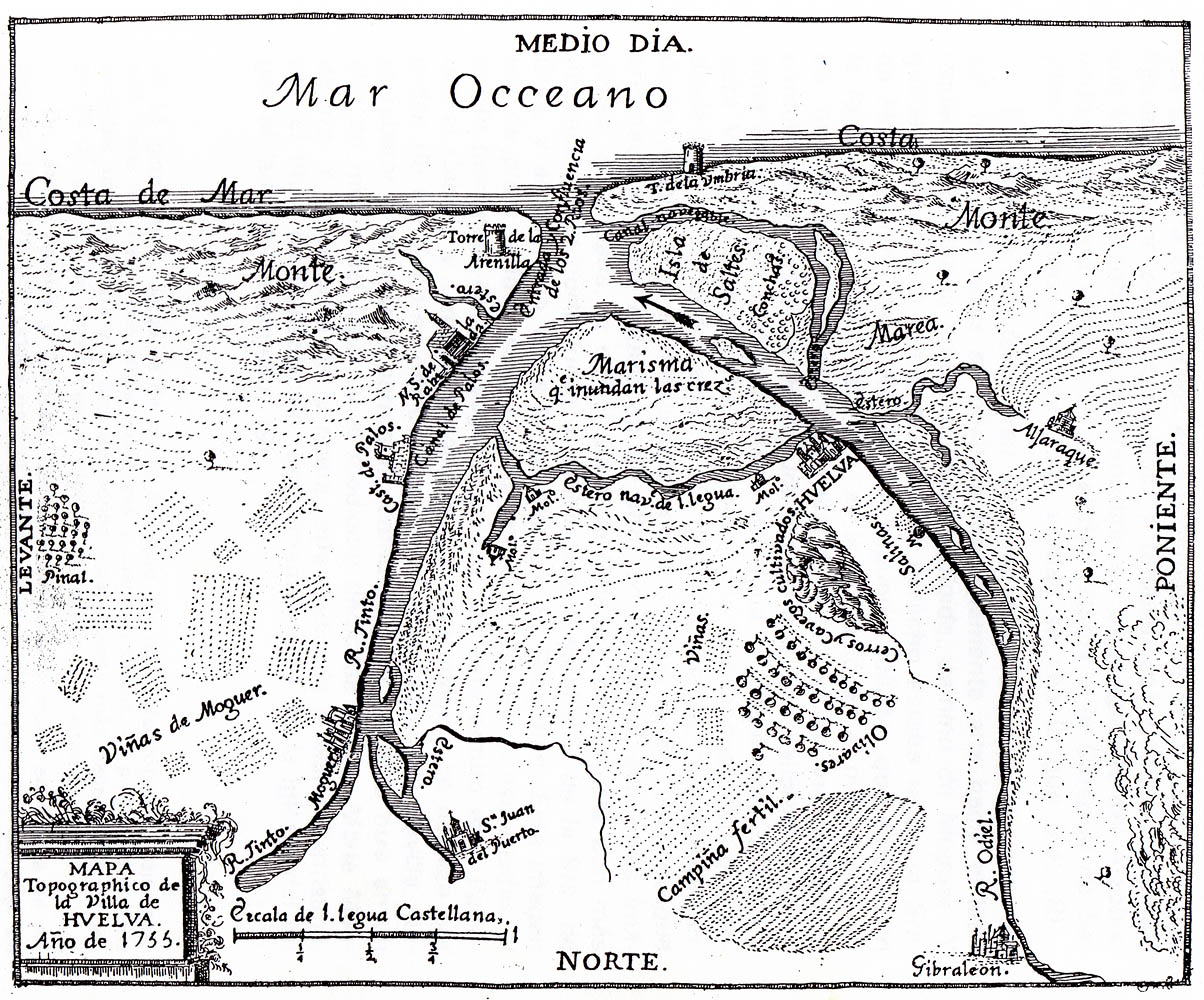
Mapa topogràfic de la Vila de Huelva i els Lugares colombinos a 1735.

En el primer quart del segle xviii la costa de Huelva es fa més segura i sobretot es produeix una modernització en les tècniques i arts de pesca. A més, el fet de traslladar-se la Casa de la contractació a la ciutat de Cadis permet augmentar considerablement el nombre d'embarcacions que recalen i es proveeixen al port de la ciutat. És aquest segle quan s'obre la duana i els Ducs de Medina Sidonia ubiquen a Huelva la seva tresoreria. Després del terratrèmol de 1755 la ciutat es reconstrueix i creix ràpidament i passa (ja en 1811) a les mans de la Corona espanyola. Seria en 1823 quan es realitzaria la divisió per províncies que avui existeix. L'antic regne de Sevilla es divideix en parts creant-se dues noves delimitacions administratives: Huelva i Cadis. Deu anys després es converteix en capital de província segons la divisió administrativa de Javier de Burgos.

### Seglexixa l'actualitat. L'Empremta britànica
Des de l'últim quart del segle xix -a causa de les importants explotacions de la Conca Minera al nord de la província a càrrec de la Rio Tinto Company Limited- la ciutat es converteix en un petit territori anglès. Així, en 1873 el govern d'Espanya permet la venda de les mil·lenàries mines de Riotinto, la construcció d'un ferrocarril fins a la capital i un moll|molla d'embarcament per a la sortida del mineral cap a l'Atlàntic.

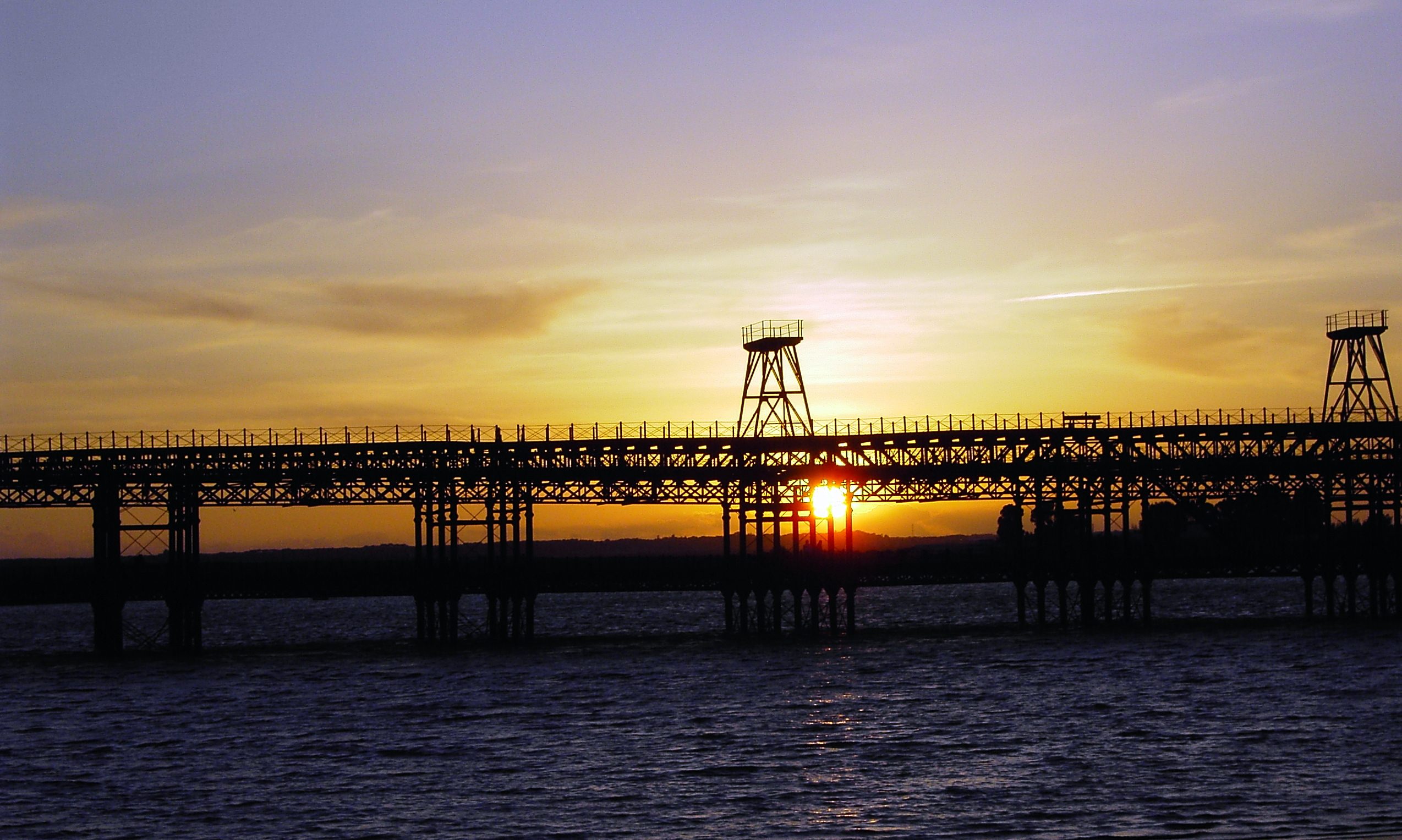
Moll embarcador de mineral de Riotinto, màxim exponent de l'arquitectura industrial a la ciutat.

Això permet una important expansió de la ciutat a causa de l'arribada de treballadors de la resta del país (sobretot d'Andalusia, Badajoz i Galícia) i fins i tot de la propera Portugal. Així el nucli creix i es fa necessària la població de les zones més properes a les maresmes creant-se les barriades de Las Colonias i d'El Matadero. És en aquesta època quan la ciutat comença a girar l'esquena a la Ria de l'Odiel perquè les vies del ferrocarril tanquen l'expansió del nucli urbà. Així mateix l'Onuba antiga -ja seriosament danyada després del Terratrèmol de Lisboa- va a anar desapareixent mentre que la ciutat creix molt desarticulada i comença a conformar la seva característica forma de "mitja lluna" que no normalitzaria fins a inicis del Segle XXI.
Malgrat tot l'ambient de la ciutat canvia enormement, d'una vila marinera de construccions petites i modestes neixen amb motiu d'aquest llegat: La Casa Colom, el Barri Reina Victòria o Barri Obrer, la plaça del Velòdrom, l'estació de tren de RENFE, els Molls del Tinto, de Llevant i de Tharsis així com les cotxeres del port.

Es pot destacar que a causa de la seva extensa població anglosaxona i alemanya la capital va exercir un important paper durant la Segona Guerra Mundial. Així va ser notable l'existència de nombrosos espies aliats i nazis (homes de negoci de la ciutat i diplomàtics) que es controlaven entre si i que van considerar la ciutat un enclavament estratègic gràcies al seu port. En aquest sentit van ser nombrosos els vaixells aliats que van sofrir sabotatges i fins i tot van ser bombardejats per avions alemanys procedents de la base de Tablada (Sevilla). Prova d'això és el pecio existent a la desembocadura de la ria. 
 Però on va ser realment important el paper de la ciutat és en la coneguda com Operació Carn Picada aliada, quan el servei secret britànic va deixar a la propera Punta Úmbria les restes d'un presumpte soldat anglès amb documentació falsa que va ser interceptada pels nazis gràcies a l'ajuda de les autoritats locals com bé havia predit l'exercito britànic. El fet que els alemanys creguessin aquest muntatge va ser finalment crucial per a la seva derrota.
| «                                                         | Com hem vingut a la Capital, he volgut que Platero vegi El Vergel... Arribem poc a poquet, reixat a baix, en la grata ombra de les acàcies i dels plàtans, que estan carregats encara. El pas de Platero ressona a les grans lloses que enllustra el reg, blaus de cel a sostres i a sostres blanques de flor caiguda que, amb l'aigua, exhala una gandula aroma dolça i fina. Quina frescor i quina olor surten del jardí, que amara també l'aigua, per la successió de clars de yedra gotejant del reixat! Dins, juguen els nens. I entre la seva onada blanca, passa, cridaner i tintineador, el cotxet del passeig, amb les seves banderetes morades i el seu toldillo verd; el vaixell de l'avellanosa, tot engalanat de granat i or, amb les eixàrcies enfilades de cacauets i la seva xemeneia fumejant; la nena dels globus, amb el seu gegantí carràs volador, blau, verd i vermell; el barquillero, rendit sota la seva llauna vermella... Al cel, per la massa de verdor tocada ja del mal de la tardor, on el xiprer i la palmera perduren, més ben vistos, la lluna groguenca es va encenent, entre nubecillas roses... | » |
| — Juan Ramón Jiménez, Platero y yo, elegía andaluza, 1914 | |   |

Vista de Huelva des de la ría, a Maresmes de l'Odiel. El petit port que durant anys no podia competir amb els més propers de Moguer o Palos de la Frontera anar-se desenvolupant des de finals del amb l'entrada de capital estranger. El trànsit del mineral procedent de les mines de la província va propiciar un ràpid creixement de la zona però alhora va imposar un fort peatge a la ciutat que va deixar de créixer cap a la seva ria. En la imatge s'observen les grues del port interior (molt petit en comparació amb el port exterior), les fàbriques de gel i una petita embarcació de vigilància duanera. Darrere comencen a albirar-se les noves edificacions de barris com "Zafra" i més cap a l'interior l'elevació de la ciutat a causa de l'existència dels cabezos. Després d'un de creixement descontrolat les noves intervencions municipals intenten apropar Huelva a la seva ria.

La Huelva de lent desenvolupament de segles passats anava a partir del segle xx a canviar tan de pressa que les seves condicions orográfiques comencen a veure's com un impediment. Per això, les zones veïnes a la ria comencen a separar-se de part de la ciutat amb la construcció de ramals ferroviaris i alguns cabezos -els pendents dels quals portaven habitats segles- comencen a ser desmuntats.

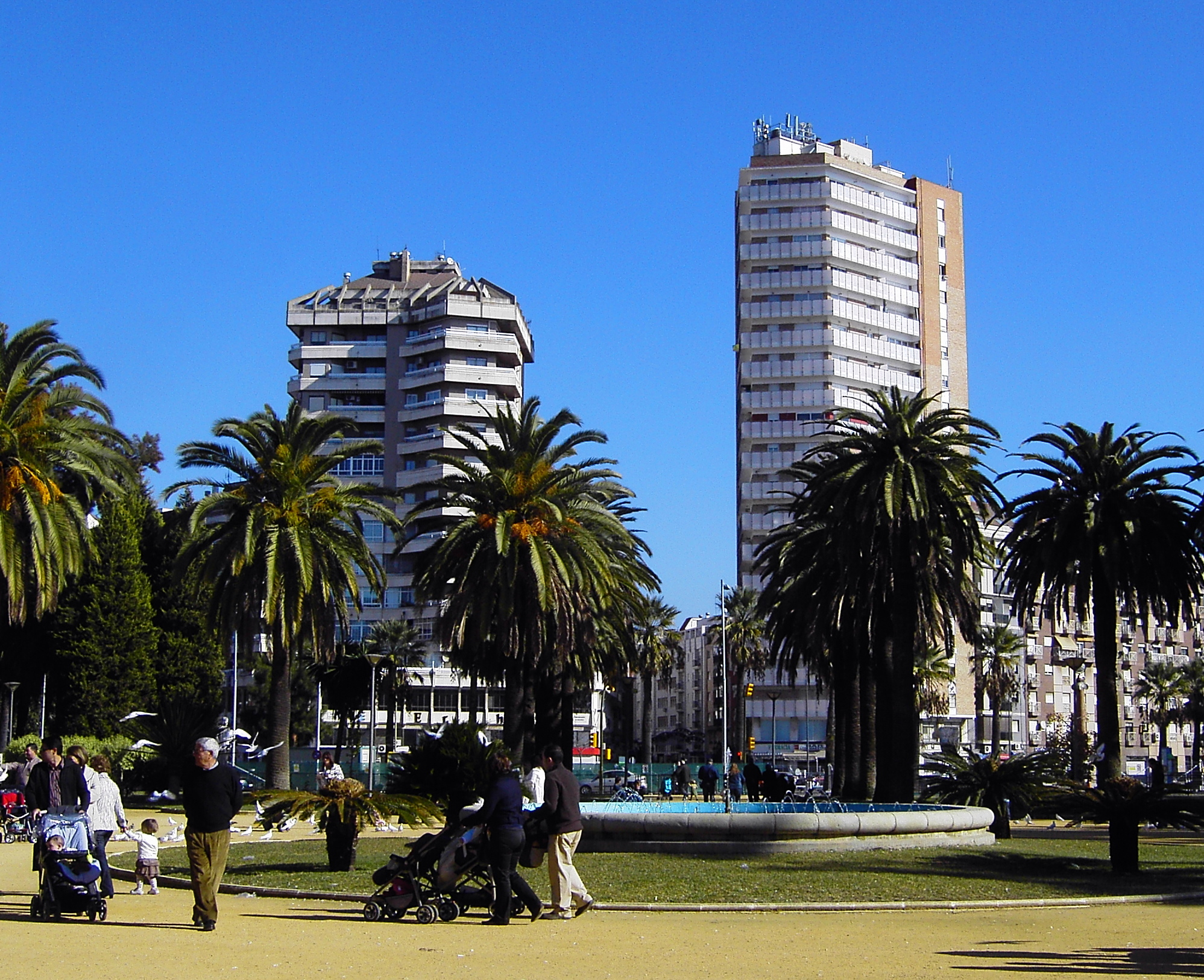
Skyline clàssic de la ciutat des del parc de les palmeres, al costat de la Plaça 12 d'octubre.

Les primeres dècades del segle xx són una continuació dels canvis desarrollistas iniciats a finals del segle xix. Es tracta d'una ciutat que va conformant lentament la seva fisonomia i L'Institut d'Ensenyament del qual "La Rábida" acull els primers estudis d'un jove veí de la propera població de Moguer: Juan Ramón Jiménez.
Durant la Guerra Civil espanyola, la capital va ser ocupada per l'exèrcit revoltat contra la II República el dia 29 de juliol de 1936, onze dies després del cop militar, moment en què el comandant de la legió José de Viena declara l'estat de guerra. S'estima que durant la sublevació i els anys següents de repressió van ser assassinades sis persones pel bàndol republicà i unes set-centes cinquanta pel bàndol nacional.
Durant la dictadura militar Huelva era coneguda pel Camp de Labor Forçada on s'empresonaren els homosexuals que el 1971 va rebre el nom eufemistic Centre de Rehabilitació Social fins a la seva abolició completa durant la transició democràtica. Per tal de revitalitzar la zona, és quan es construeix també el pol químic, que portarà a la ciutat a gran nombre d'emigrants procedents de la resta de la província. Així, entre els anys 1960 i 1981 la població de la ciutat augmenta vertiginosament incrementant-se en més de 50.000 nous habitants.
És amb l'arribada de la democràcia quan es consoliden les institucions de la ciutat, neixen associacions veïnals i la ciutat creix en serveis.

## Bandera i escut

Escut

Segons acord municipal de 28 de març de 2003 i posterior resolució de la Junta d'Andalusia de 29 de setembre de 2004, l'heràldica municipal de Huelva és la següent:
- Escut: En un camp de plata, arbre (olivera) en el centre acompanyat a la dreta d'un castell i a l'esquerra d'una àncora, orlado amb la inscripció «Portus maris et terrae custodia» i timbrat per corona ducal.
- Bandera: De forma rectangular, de color blanc amb un dau o quadrat blau en el centre.

Encara que la descripció heràldica aprovada no inclou la referència als colors dels esmalts, aquests tradicionalment han estat: atzur per a la bordura, àncora en sable, castell en or. A més sempre s'ha presentat carregat sobre pergamí d'or.